# Louis de Chambray
Pour les articles homonymes, voir Chambray (homonymie).
Louis, marquis de Chambray, né le 16 juillet 1713 au château de Chambray à Gouville et mort le 8 mai 1783 dans la même commune, est un agronome français.

## Biographie
Page du roi dans sa Grande Écurie en 1730, il suit en 1733 le prince de Lorraine et grand écuyer de France à la guerre d'Italie en qualité d'aide de camp. Il entre dans le régiment des Gardes françaises en qualité d'enseigne-drapeau en 1734. 
Le 8 avril 1734, il se marie avec Marie Élisabeth Françoise de Bonignal  qui meurt l'année même  de la naissance de leur fils unique Louis-François de Chambray en 1737.
Lors de son deuxième mariage en 1741 avec Anne Catherine d'Aubenton de Malicorne, il aura un deuxième fils.
Enfin, son dernier mariage a lieu en 1744 avec Jacqueline Anne Madeleine de Bernard (qui lui apporte les terres du manoir de la Grande-Rosière), avec laquelle il aura une fille et deux fils, dont Jacques de Chambray en 1754. 
Il est admis aux honneurs de la cour en 1762.
Il s'est durant toute sa vie occupé d'économie rurale et prétendait être l'introducteur en France des peupliers d'Italie.

## Publication
- L'art de cultiver les pommiers, les poiriers et de faire des cidres selon l'usage de la Normandie, Paris, Ganneau, 1765[5].

## Pour approfondir